# نوا (آمل)

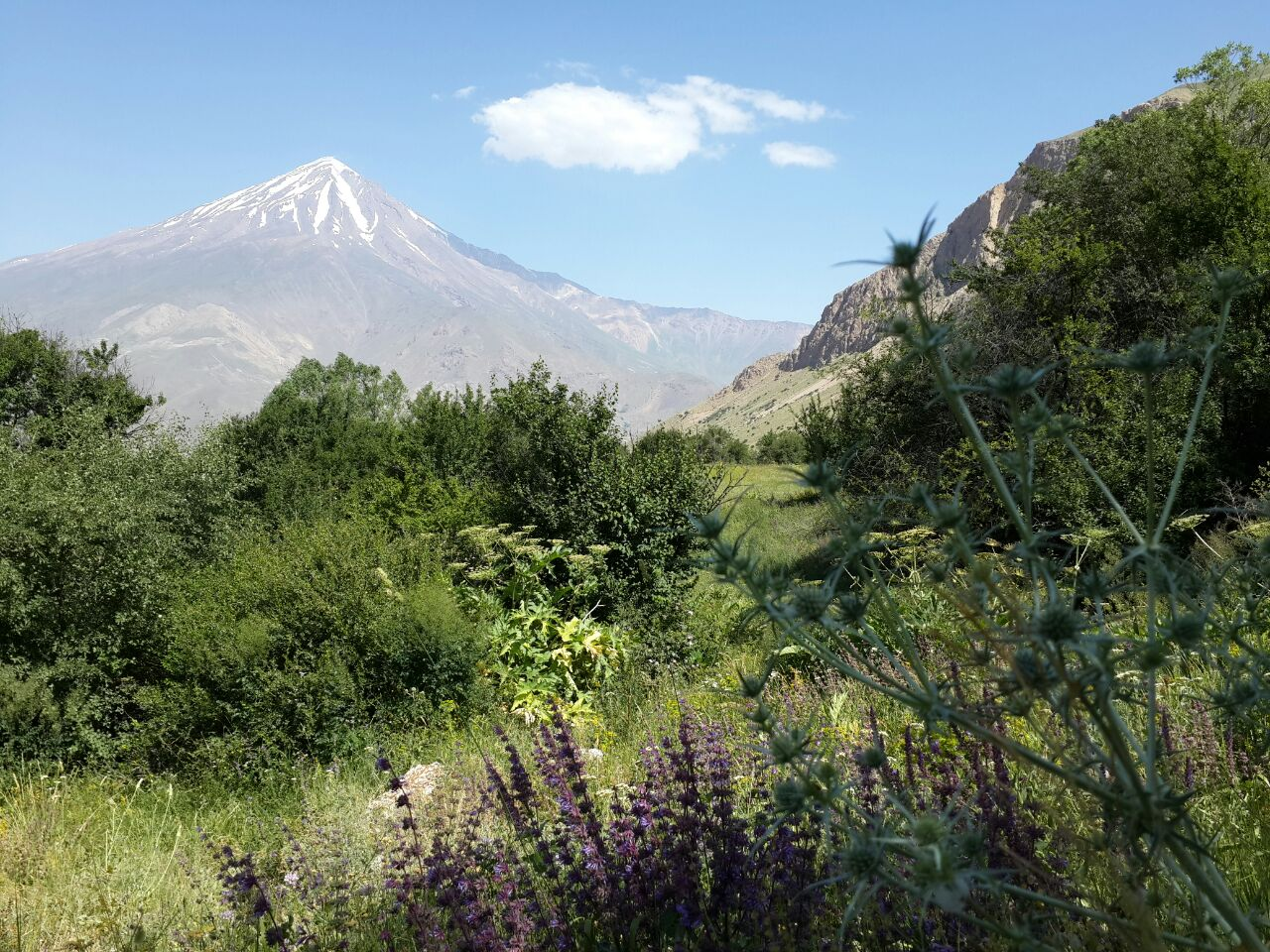
دشت آزو -روستای نوا

نوا روستایی است مرتفع که از توابع بخش لاریجان شهرستان آمل محسوب می‌شود.. این روستا در دهستان بالا لاریجان قرار داشته و بر اساس آخرین سرشماری مرکز آمار ایران که در سال ۱۳۸۵ صورت گرفته، جمعیت آن ۱۸۵ نفر (۴۸ خانوار) بوده‌است. مردم نوا به گویش آملی که گویشی از مازندرانی است صحبت می کنند.

## موقعیت جغرافیایی

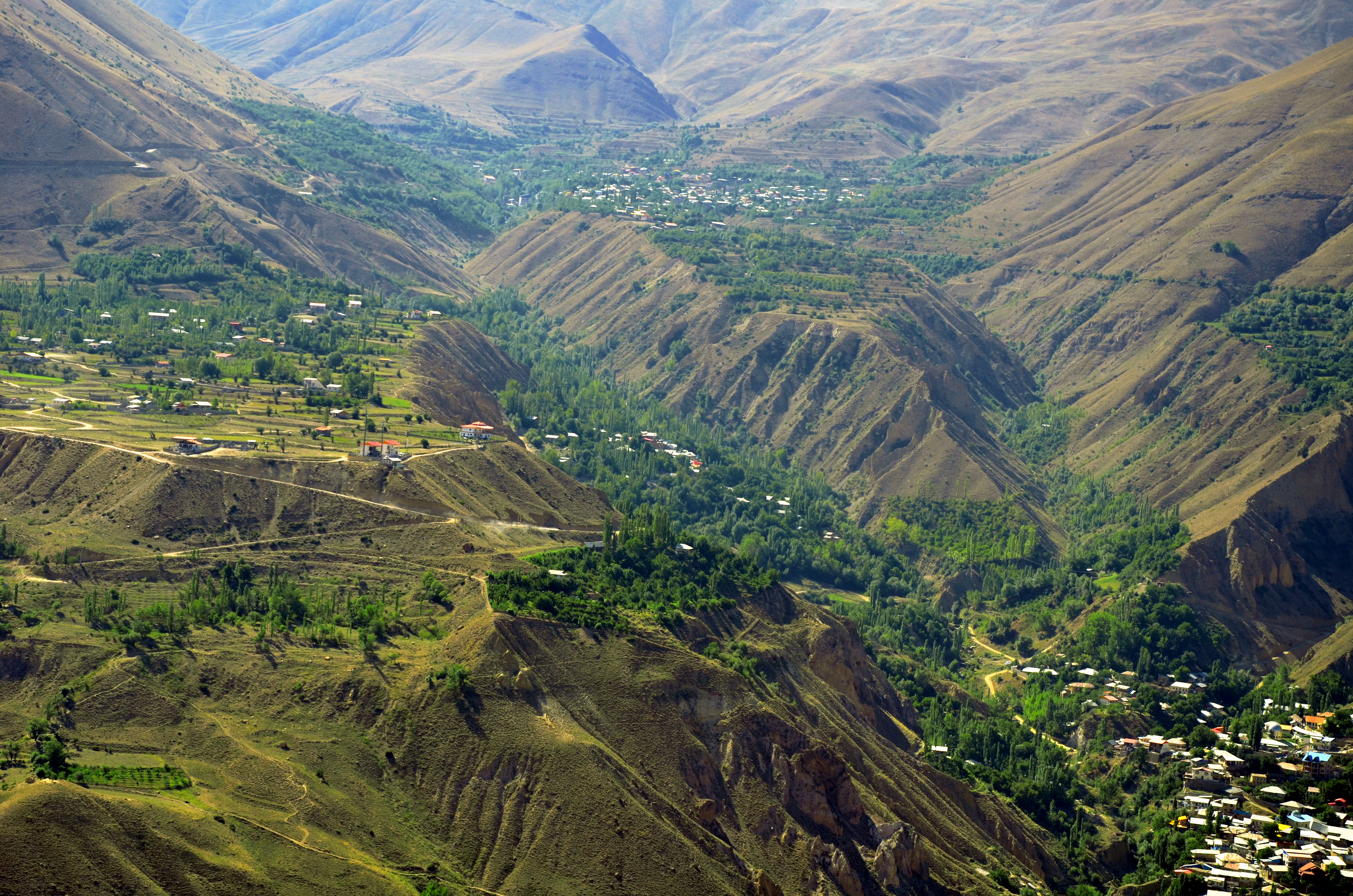
دورنمای روستای نوا

نوا از شمال به کوه خرتاب (خردکوه) از جنوب به کوه مجیله دوش و در پشت آن دوبرار و از غرب به کوه یا تپه زراینجک و در پشت آن روستای ایرا (آمل) و از شمال به روستاهای نیاک و کنارانجام و زیبادشت و گیلاس (آمل) و کندلو و دره هراز و کوه دماوند در وراء آن، از شرق به مراتع زیبای آزو (آزاب) و کوه بلند ابرت با قله معروف پاشوره منتهی می‌شود. همچنین از جنوب غربی به وسیلهٔ یک راه مال‌رو بعد از عبور از اسپه خاک (خاک سفید) و [سنگین او(سنگ نو) به روستای لاسم ختم می‌شود. اسپه خاک در محدوده نوا قرار داشته و دارای چشمه‌ای می‌باشد که در سالیان قبل روزها اهالی نوا و شب‌ها اهالی ایرا از آب آن استفاده می‌نمودند.

## وجه تسمیه
معروف است که چون در این روستا نسبت به روستاهای اطراف بادهای شدید نمی‌وزد نوا نامگذاری شد.

نوا = نه + وا (وا در زبان مازندرانی به معنی باد است)

## بناهای تاریخی

### امامزاده یحیی ابن موسی ابن جعفر[۴]
اعتماد السلطنه دربارهٔ امامزاده‌ای در نوا چنین نوشته‌است:

در نوا امامزاده‌ای وجود دارد که اصل مزار روی تخت سنگ بزرگی است و گنبدی به شکل لوزی روی آن است. توسط چهار پله در مسجدی که ستون سنگی دارد وارد حرم امامزاده می‌شوند. این مسجد به سمت مغرب است و از سمت مشرق ایوانی است که با یک در وارد حرم مشوند. اسم این امامزاده یحیی است.

#### کوه‌های نوا
آزو، سلک، زرینجک، رئیس کوه، پلوَر، دوبرارک، پاشوره، خرتو
سپس عباراتی را که بر در حرم حک شده این‌گونه نقل می‌کند:

نمای خارج بنا هشت ترک است به صورت کلاه درویشی و از داخل مدور است. صندوقی چوبین در میان بنا است که پایه‌ای از سنگ و گچ دارد. درازای صندوق ۱۷۵ و عرض آن ۷۵ و ارتفاع آن ۸۰ می‌باشد و بر بدنه غربی آن این عبارت به خط نسخ متوسط حک شده‌است: هذا العماره به فرمودهٔ رئیس صالح حسین حعاله، به عمل استاد محمود نجار در تاریخ سنهٔ تسع عشر و تسعمایه؛ بر بدنه جنوبی صندوق با نوعی کنده کاری نوشته شده: بناکننده این عمارت بایزید ابن حاجی جواد. صندوق از چوب گردو استو سراسر قسمت‌های آن با قاب و زبانه و نگاره‌های فراوان ترکیب شده.
مسجدی متصل به این بنا می‌باشد که با زبان مازندرانی رو در ورودی آن نوشته شده: این در مِبارک بوشهِ سرکار مرحومه گلابی خانم، صبیهٔ آصفجاهی میرزا رضاقلی به عمل استاد آقا بابا در سنهٔ ۱۲۱۷.

در نوا امامزاده‌های دیگری نیز هست به نام‌های امامزاده ذکریا، امامزاده اهل-علی، امامزاده عبدالله که بنای ناچیز دارند.

### تکیه و مسجد نوا
در دهکده نوا تکیه و مسجدی بزرگ و قدیمی است، بر جرزهای دو طرف طاق‌نماها گچبری‌ها نسبتاً ظریف است. بر یکی از جرزها کلمات زیر خوانده شده: عمل کمترین قرباعلی جغتایی-کتبه مشهدی حسین روضه خوان.

### قلاپیش و قلا میرک
نام اصلی قلاپیش (قلعهٔ شروین) بوده‌است که در غرب نوا ساخته بودند زمینهایی به نام قلا میرک تا به امروز معروف و مشهور است، تا چندی پیش برج و باروی قلعه برقرار بود اما امروز نشانی از آن نیست.

## محلات نوا
نوا به ۱۳ محله مختلف تقسیم می‌شد که به مرور زمان این محلات از بین رفته و به ۱۳ طایفه تبدیل گردید و از این طایفه‌ها نیز به مرور زمان تعداد ۶ طایفه دیگر نیز از تاریخ پاک شدند.

## افراد سرشناس
ایرج ملک پور  منجم، استاد و رئیس مؤسسه ژئوفیزیک نجوم و فیزیک فضا در دانشگاه تهران پدر تقویم نوین ایران.
- محمد علی دولتشاه   فرزند اول فتحعلی شاه قاجار و جد بزرگ خاندان دولتشاهی
- عباس میرزا نایب السلطنه:فرزند فتحعلی شاه و فرمانده ایران در جنگ های ایران و روس و از اولین اصلاحگران ایران.
- عبدالحسین نوایی: استاد دانشگاه، نویسنده، تاریخ‌نگار، نسخه‌شناس و از چهره‌های ماندگار ایران
- چراغعلی خان نوایی: از رجال سیاسی و شاعر اوایل دوره قاجار
- اسدالله مشارالسلطنه: دیپلمات و دولت‌مرد ایرانی، سه دوره وزیر امور خارجه ایران
- رضاقلی نوایی: منشی الممالک از رجال سیاسی و کابینه در دوران پادشاهی آقا محمدخان قاجار و فتحعلی شاه
- میرزا محمدتقی نوایی: منشی‌الممالک دربار فتحعلی‌شاه قاجار
- عبدالمجید قدیمی نوایی:  فارغ التحصیل از دانشگاه کالیفرنیا، برکلی رئیس شرکت مهندسی ساختمان ملی
- احمد قدیمی نوایی: سفیرکبیر ایران در کراچی